# Сражение при Савене
Сражение при Савене (фр. Bataille de Savenay) произошло 23 декабря 1793 года и знаменует собой конец первой войны в Вандее. Республиканские войска численностью около 18 000 человек нанесли решительное поражение в Савене вандейской так называемой Католической и королевской армии численностью 6000 человек.
После сокрушительного поражения в битве при Ле-Мане 12 декабря 1793 года несколько тысяч вандейцев бежали в Лаваль, а затем в Ансени, надеясь пересечь Луару и вернуться в Вандею. Без лодок переправиться через реку было невозможно. Поэтому вандейцы построили небольшие лодки, и примерно 4000 человек, в том числе Анри де Ларошежаклен и Жан-Николя Стоффле, успели переправиться до прибытия республиканских кораблей. Вандейский арьергард застрял к северу от Луары и попытался пойти другим путем. Они направились к Блену, в 35 км к северу от Нанта, но должны были вернуться в сторону Савене, в 30 км к западу от Нанта. Рано утром 22 декабря Савене был взят вандейцами практически без боев. 150 республиканских солдат быстро отступили после небольшой стычки с первой линией вандейцев, и население города было эвакуировано. В 09:00 роялисты подготовили оборону города. 

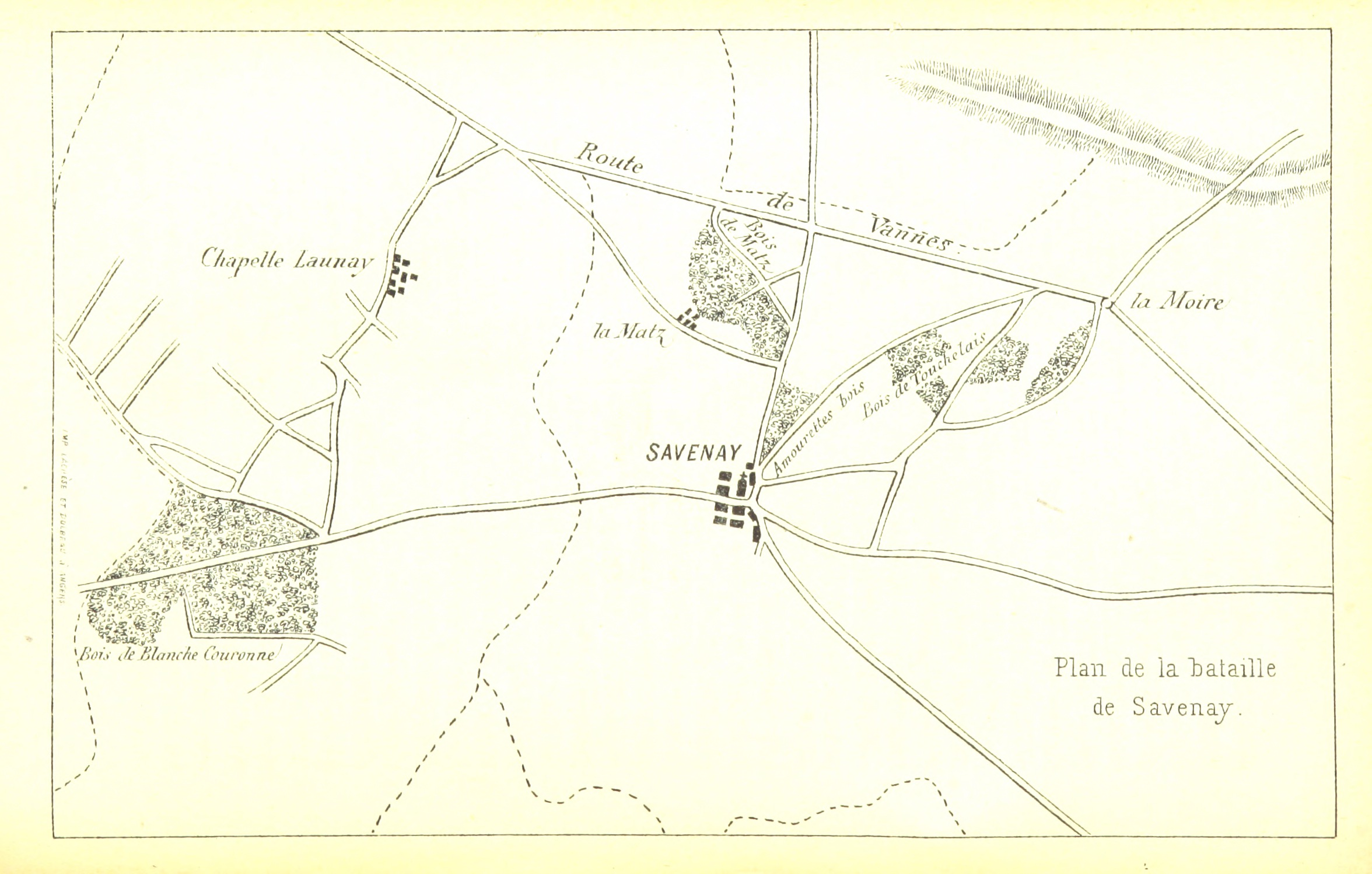
Район сражения при Савене.

Республиканцы под руководством Франсуа-Жозефа Вестермана прибыли первыми в 11:00. Они атаковали, но были отброшены после небольшой стычки. В полдень прибыли Жан-Батист Клебер и Франсуа-Северен Марсо с большей частью республиканской армии. Ещё одна стычка произошла за контроль над лесами Тушеле к северо-востоку от Савене, в которой республиканцы победили.
Ночью на военном совете было решено атковать на рассвете 23 декабря лагерь вандейцев. В 02:00 прибыла и вовремя развернулась дивизия Тилли, пришедшая из Ванна. Симон Кануэль командовал левым флангом, Клебер — средним левым, Марсо — средним правым, а Тилли — правым. За исключением нескольких проходов к югу от города, вандейцы были окружены.
На рассвете, неожиданно для республиканцев, вандейцы и шуаны, чтобы не попасть в окружение, атаковали лес Тушеле и захватили его. Вскоре после этого Клебер предпринял контратаку в штыки и вынудил вандейцев отступить к воротам Савене. В центре Марсо на какое-то время был остановлен вандейской артиллерией.
На своих участках Симон Кануэль, Жак Луи Франсуа Деластр Тилли и Вестерманн также начали атаки, и вскоре в город вошли республиканцы. Разгорелись уличные бои, «синим» приходилось брать дом за домом; многочисленные вандейские семьи участвовали в боях. Вандейская артиллерия развернулась перед церковью и какое-то время ей удавалось удерживать позиции. Около 300 кавалеристов контратаковали, прорвали позиции Тилли и попытались охватить «синих» с фланга, но прибыли республиканские резервы и заставили кавалеристов отступить.
В это время на церковной площади республиканцы захватили пушку и повернули её против вандейцев, заставив последних бежать из Савене к западу от города (это место отмечено памятным крестом битвы). Вандейцы продержались в течение часа, а затем были уничтожены, как и те, кто бежал на северо-запад, в леса Бланш-Куронн. Республиканская кавалерия под командованием Марсо и Вестермана продолжала преследовать вандейцев, обыскивая окрестные деревни, убивая или захватывая в плен скрывающихся вражеских солдат.
Республиканцы обыскали город и сотни стариков, женщин и детей вывели из домов и заперли в церкви. К 14:00 бой закончился. В тот же день прибыла комиссия Биньона, чтобы судить заключённых. Комиссия проработала три дня и приняла решение казнить всех вандейцев, пойманных с оружием в руках. Согласно официальному отчёту, было казнено 662 человека. Генерал Вестерманн, прозванный «вандейским мясником», писал членам Комитета общественного спасения: «Граждане республиканцы, Вандеи больше нет. Она умерла от нашего свободного меча вместе со своими женщинами и детьми. Я похоронил её в болотах и лесах Савене...».